# シボレー・コロラド
シボレー・コロラド（Chevrolet Colorado ）は、アメリカの自動車メーカー、ゼネラルモーターズがシボレーブランドで発売するミッドサイズピックアップトラックである。

## 初代（2004年-）
シボレー・S-10の後継として、2004年モデルから発売を開始。姉妹車として、GMC・ソノマの後継のGMC・キャニオン、いすゞ・オンブレの後継のいすゞ・iシリーズがある。また、いすゞ・D-MAX、ハマーH3と車台を共用する。日本ではかなり大きなサイズだが、アメリカではフォード・レンジャーなどと同じく、比較的コンパクトなピックアップトラックであり、学生などに人気がある。
タイ仕様車は2008年にフェイスリフトを行い、米国仕様車と大幅に異なるスタイリングになった。また、これに伴いオーストラリアのホールデンはそれまでのホールデン・ロデオを打ち切り、ホールデン・コロラドの販売をはじめた。すなわち、OEM供給元をいすゞ自動車からGMタイランドに切り換えたのである。

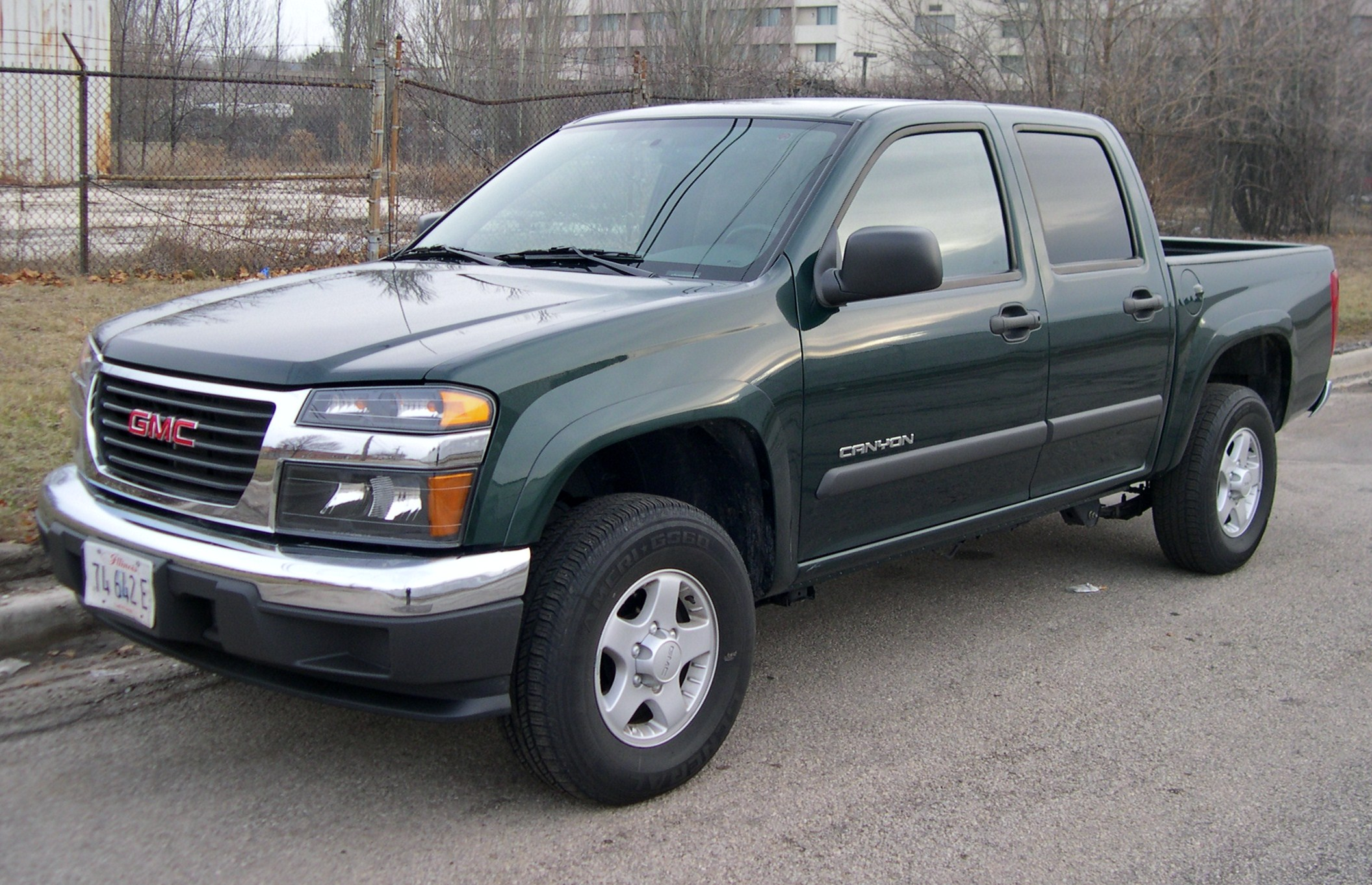
GMC・キャニオン
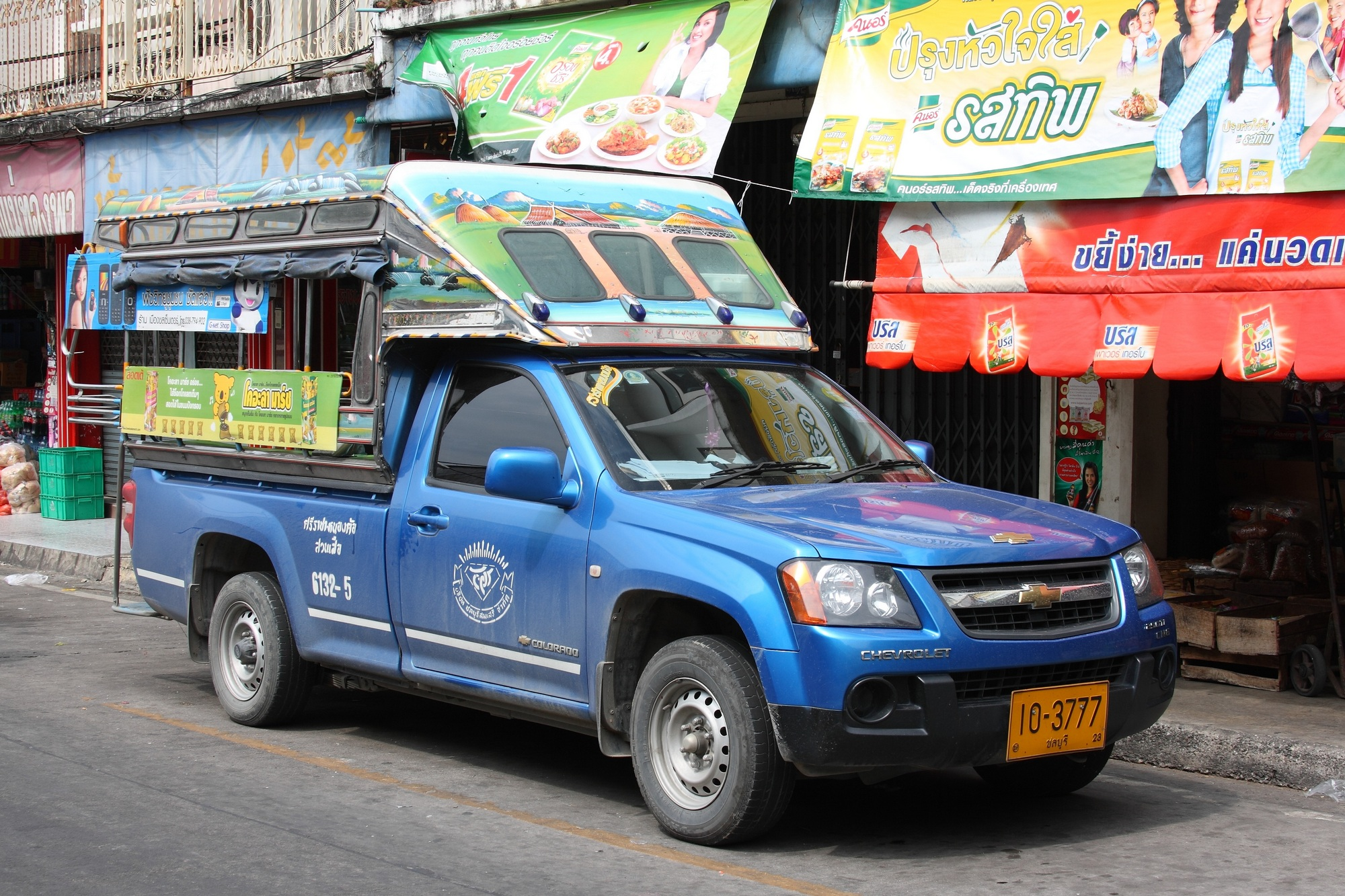
シボレー・コロラド（タイ仕様）
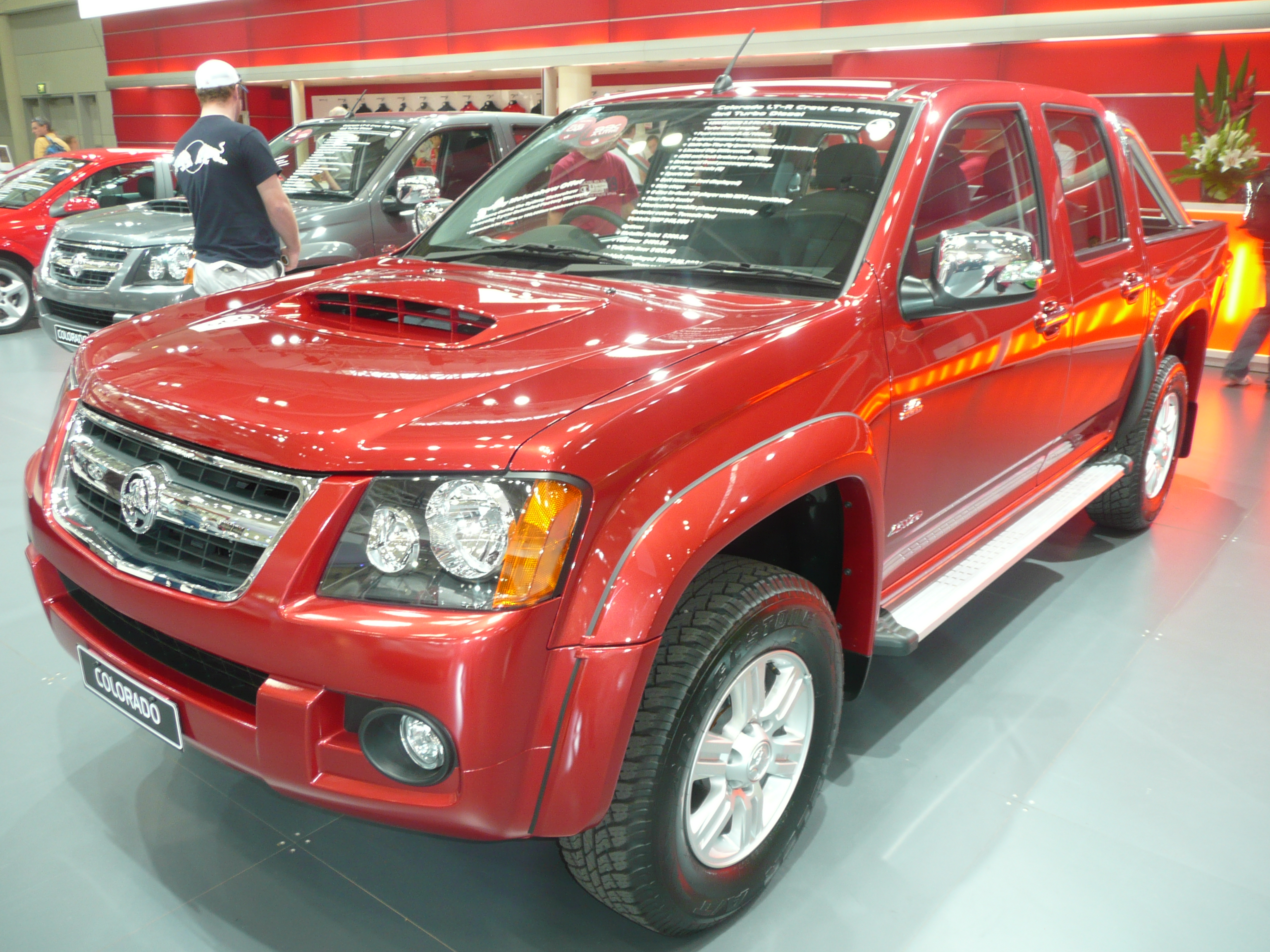
ホールデン・コロラド

## 2代目（2011年-）
2011年3月のバンコク国際モーターショーにて先行コンセプトが発表された。同年6月のブエノスアイレスモーターショーにはラリーコンセプトが、7月のオーストラリア国際モーターショーではホールデン版の先行コンセプトがそれぞれ公開された。
市販モデルはタイで2011年10月5日に発表された。ダッシュボードのデザインがコンセプトモデルから変更されている。2代目コロラドはタイでの発売を皮切りにアジア、中東、南米、オーストラリア（ホールデンブランドで）など世界各国に順次投入される予定である。
ただし、南米の一部では姉妹車のいすゞ・D-MAXの供給を受け、シボレーブランドで販売するケースも存在する。
2012年2月15日、ブラジルで新型S10として発売開始。実に16年ぶりのモデルチェンジとなる。続いて2月17日、オーストラリア向けホールデン・コロラドの市販モデルが発表された。2012年中頃から発売を開始する。
2代目コロラドはGM・ド・ブラジルにて開発され、GMタイランドのラヨーン工場（アジア、オーストラリア向け）およびGM・ド・ブラジルのサンパウロ州サン・ジョゼ・ドス・カンポスの工場（メルコスール加盟国向け）にて製造が行われる。エンジンは新開発の「デュラマックス」ディーゼルが2種類（直列4気筒2.5Lと2.8L）ラインナップされる。ブラジルでは2.8Lディーゼルと2.4L FlexPowerの2種類となる。トランスミッションは5速MTおよび「ハイドラマチック」6速ATとなる。

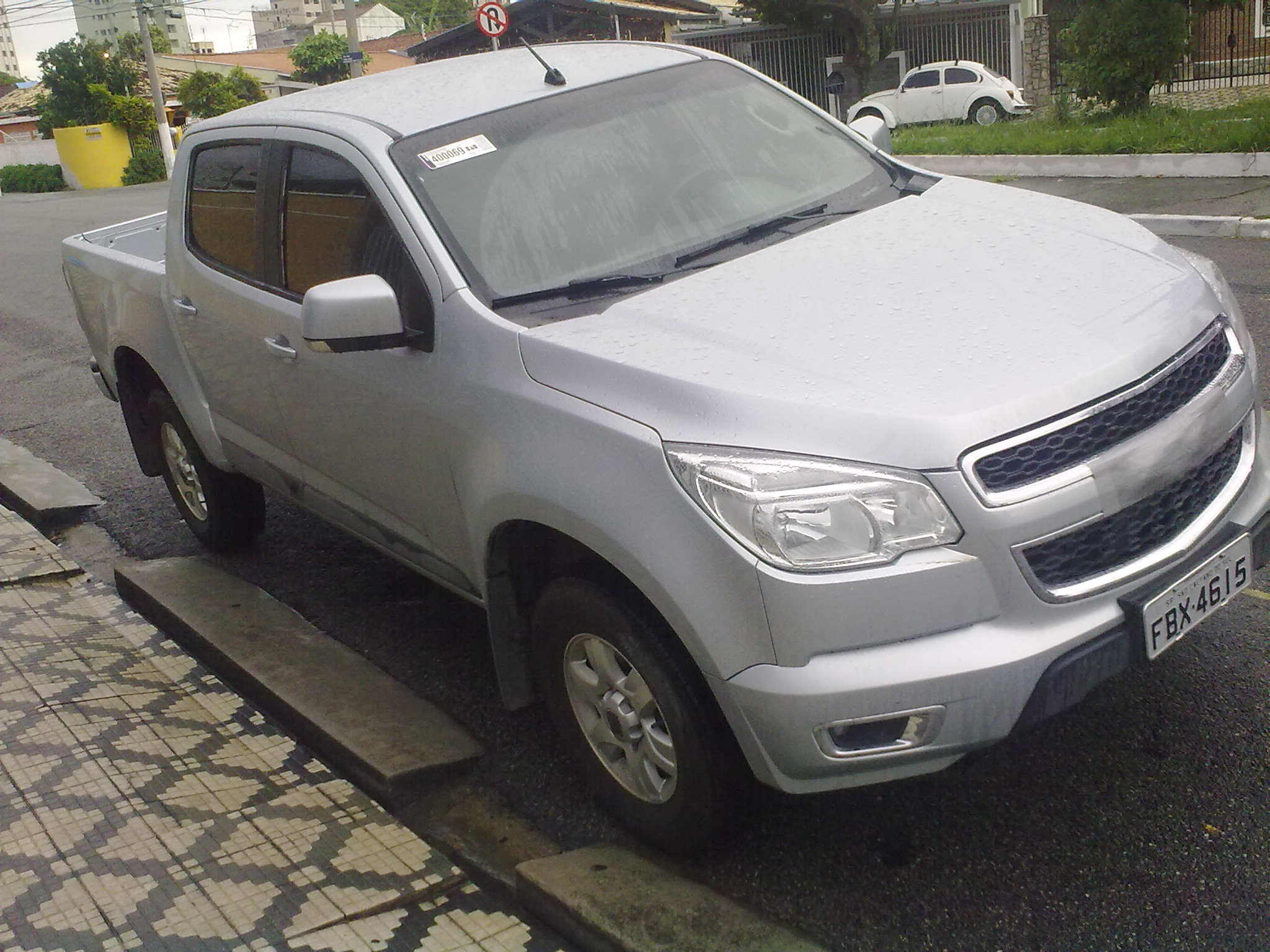
S10ブラジル仕様
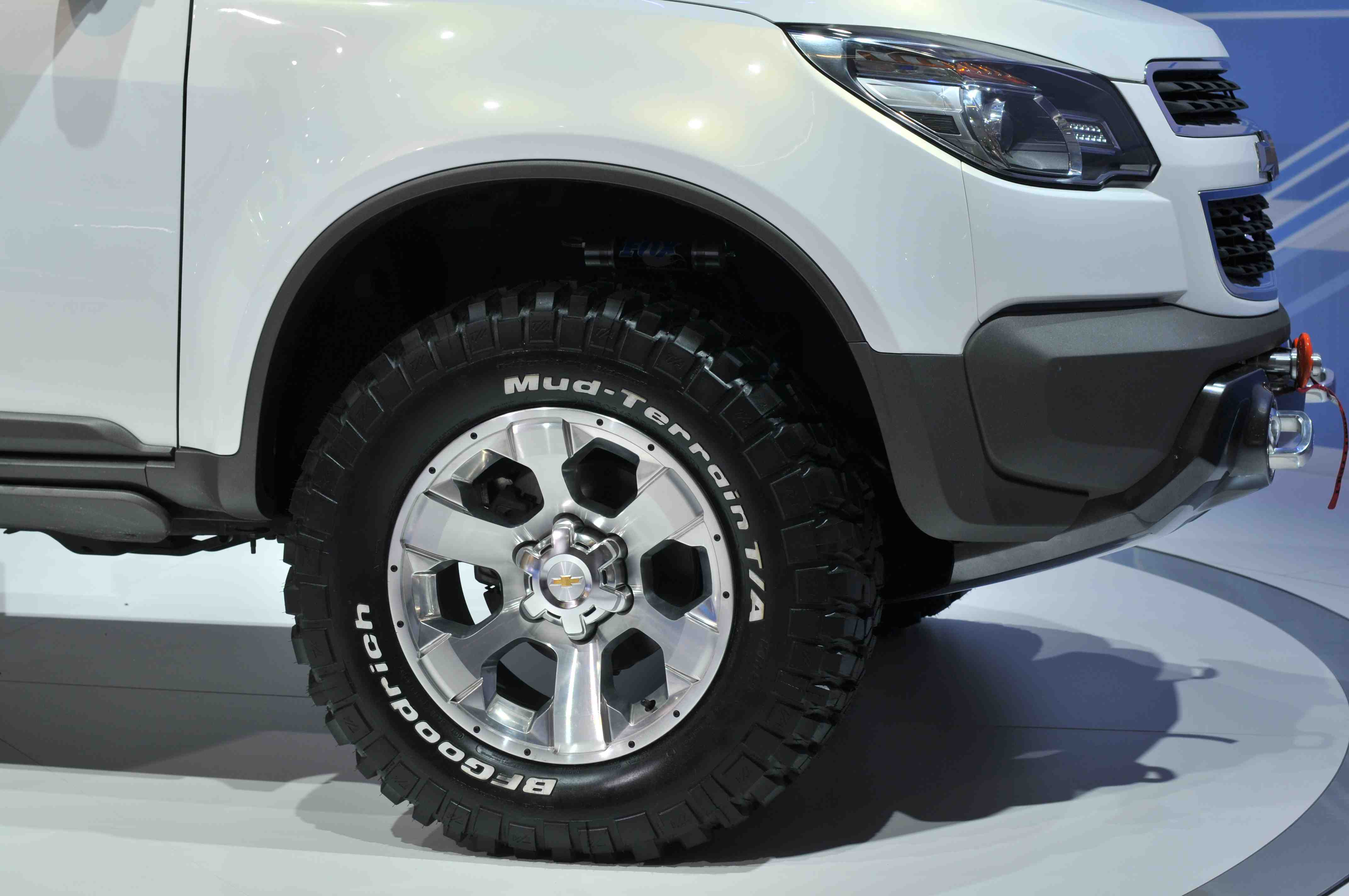
コロラドラリーコンセプト

### 北米仕様車
2013年8月8日、ゼネラルモーターズは北米向け新型シボレー・コロラドおよびGMC・キャニオンのティーザー画像を公開した。2014年からミズーリ州のウェンツビル組立工場にて生産が開始される予定である。なお、GMはこの新型ミッドサイズピックアップ製造のために同工場に総額5億1300万ドルの設備投資を行った。